# شقران مزروع
شقران مزروع  (الاسم العلمي:Puccinia cerealis) هو نوع من الفطريات يتبع جنس الشقران من الفصيلة الشقرانية.